# Art Bisch
Arthur Bisch (10. listopad 1926 Mesa, Arizona - 23. listopad 1986 Lakewood, Kalifornie) byl americký automobilový závodník.
Závod na 500 mil v Indianapolis byl součástí mistrovství světa formule 1 v letech 1950 – 1960. Art Bisch se zúčastnil 500 mil v Indianapolis 1958 do závodu odstartoval z 28 pozice na startu, ale hned po startu se připletl do hromadné havárie při které zahynul Pat O´Connor.

## Kompletní výsledky ve formuli 1
| Legenda k tabulce | Legenda k tabulce                                                                       |
| Barva             | Výsledek                                                                                |
| ----------------- | --------------------------------------------------------------------------------------- |
| Zlatá             | Vítěz                                                                                   |
| Stříbrná          | 2. místo                                                                                |
| Bronzová          | 3. místo                                                                                |
| Zelená            | Bodované umístění                                                                       |
| Modrá             | Nebodované umístění                                                                     |
| Modrá             | Dokončil neklasifikován (NC)                                                            |
| Fialová           | Odstoupil (Ret)                                                                         |
| Červená           | Nekvalifikoval se (DNQ)                                                                 |
| Červená           | Nepředkvalifikoval se (DNPQ)                                                            |
| Černá             | Diskvalifikován (DSQ)                                                                   |
| Bílá              | Nestartoval (DNS)                                                                       |
| Bílá              | Závod zrušen (C)                                                                        |
| Světle modrá      | Pouze trénoval (PO)                                                                     |
| Světle modrá      | Páteční testovací jezdec (TD)                                                           |
| Bez barvy         | Netrénoval (DNP)                                                                        |
| Bez barvy         | Vyřazen (EX)                                                                            |
| Bez barvy         | Nepřijel (DNA)                                                                          |
| Bez barvy         | Odvolal účast (WD)                                                                      |
| Bez barvy         | Nezúčastnil se (prázdné)                                                                |
| Označení          | Význam                                                                                  |
| Tučnost           | Pole position                                                                           |
| Kurzíva           | Nejrychlejší kolo                                                                       |
| †                 | Jezdec nedojel do cíle, ale byl klasifikován, protože odjel více než 90 % délky závodu. |
| ‡                 | Byl udělován poloviční počet bodů, protože bylo odjeto méně než 75 % délky závodu.      |
| Horní index       | Umístění bodujících jezdců ve sprintu                                                   |

| Rok  | Tým           | Vůz                 | Motor               | 1   | 2   | 3   | 4       | 5   | 6   | 7   | 8   | 9   | 10  | 11  | Umístění | Body |
| ---- | ------------- | ------------------- | ------------------- | --- | --- | --- | ------- | --- | --- | --- | --- | --- | --- | --- | -------- | ---- |
| 1958 | Ansted Rotary | Kurtis Kraft 500C   | Offenhauser 3.0 L4C | ARG | MON | NED | 500 DNQ | BEL | FRA | GBR | GER | POR | ITA | MOR | -        | 0    |
| 1958 | Helse         | Kuzma Indy Roadster | Offenhauser 3.0 L4C |     |     |     | 500 Ret |     |     |     |     |     |     |     | -        | 0    |

### Výsledky z USAC šampionátu
| Datum | Závod                | Tým                | Vůz               | Závody            | Pole position |
| 1956  | 100 mil Sacramento   | Whittington        | Kurtis Kraft 4000 | 17                | 8             |
| 1956  | 100 mil Phoenix      | Whittington        | Kurtis Kraft 4000 | 10                | 8             |
| 1956  | Celkem               | 30 bodů            | 33. místo         | Celkem            | 1956          |
| 1957  | 100 mil Langhorne    | Whittington        | Kurtis Kraft 4000 | 3                 | 7             |
| 1957  | Rex Mays Memorial    | Whittington        | Kurtis Kraft 4000 | 20                | 20            |
| 1957  | 200 mil Milwaukee    | Glessner           | HillegassD        | Nekvalifikoval se | *             |
| 1957  | 100 mil Sacramento   | Travelon Trailer   | Shilala           | Nekvalifikoval se | *             |
| 1957  | Bobby Ball Memorial  | Travelon Trailer   | Shilala           | 4                 | 9             |
| 1957  | Celkem               | 260 bodů           | 20. místo         | Celkem            | 1957          |
| 1958  | 500 mil Indianapolis | Helse              | Kuzma             | 33                | 28            |
| 1958  | 500 mil Indianapolis | Ansted Rotary      | Kurtis Kraft 500C | Nekvalifikoval se | *             |
| 1958  | Rex Mays Memorial    | Central Excavating | Kuzma D           | 1                 | 1             |
| 1958  | 100 mil Langhorne    | Central Excavating | Kuzma             | Nekvalifikoval se | *             |
| 1958  | 100 mil Atlanta      | Central Excavating | Kuzma             | 16                | 9             |
| 1958  | Celkem               | 200 bodů           | 23. místo         | Celkem            | 1958          |